# Schizaspidia diacammae
Schizaspidia diacammae (лат.) — вид паразитических наездников рода Schizaspidia из семейства Eucharitidae. Паразитоиды личинок и куколок муравьёв. Назван по имени муравьёв-хозяев Diacamma scalpratum (Formicidae, Ponerinae).

## Распространение
Встречаются в Таиланде.

## Описание
Мелкие хальцидоидные наездники, длина около 5 мм. Отличается от всех других видов Schizaspidia, Pogonocharis и Saccharissa следующими признаками: дорсовентрально уплощенные и изогнутые с боков скутеллярные шипы; продольно килевидный скутеллярный диск (scd); антенна 14-члениковая, у самок с дорсально пильчатой базальной частью жгутика или у самцов с короткой дорсальной ветвью (db), в 1,5 раза превышающей базальную ширину (fbw) жгутика; лицо почти гладкое, со слабыми вертикальными штрихами; переднее крыло с темной медиальной полосой, наиболее темной вокруг стигмальной жилки; яйцеклад игольчатый. Этот вид является сходным с Schizaspidia furcifera, но, как и у всех других Schizaspidia, S. furcifera имеет только 12 члеников усиков, зазубренные жгутики у самок, а скутеллярные шипы узкие и продольно окаймленные в основании. Schizaspidia batuensis имеет такие же широкие уплощенные скутеллярные шипы, но 10 члеников жгутиков усиков. У Saccharissa 11-13 члениковые усики. Избыточное количество жгутиков необычно для трибы Eucharitini.
Предположительно как и другие близкие виды паразитоиды личинок и куколок муравьев Diacamma scalpratum (Formicidae, Ponerinae), в гнёздах которых обнаружен.
Вид был впервые описан в 2015 году американскими гименоптерологами Джоном Хэрати (Department of Entomology, University of California, Riverside, США) и его коллегами.